# 大菅中養父
大菅 中養父（おおすが なかやぶ、宝永7年（1710年） - 安永7年1月4日（1778年1月31日））は江戸時代中期の国学者。彦根藩陪臣。名は圭、公圭、白圭。通称は権兵衛。字は瓚美。別号に芥（芹？）水。号は居住地近江国犬上郡中薮村（滋賀県彦根市中藪）に因む。
賀茂真淵に師事して日本の古典を研究し、彦根の地に国学の種を巻いた。田中道麿の師としても知られる。

## 生涯
宝永7年（1710年）、彦根藩印具氏家老の家に生まれる。契沖の歌論を好み、賀茂真淵に師事して古典を学んだ。中年の頃、時流に従い荻生徂徠の古文辞学も学びながらも、日本の古典の研究を続けた。
晩年研究成果を著書に纏めることを志したが、安永5年（1776年）春病に罹り、「もう終わりだ。我が著作の志は遂げられない。造物者が自分を休息させようとしているのか。かの皐如たる者が欲しい。」と子や弟子に告げて、城南安楽寺山に寿蔵を作らせ、中養父自ら詩を刻んだ。辞世は「三栗の中養父大人が奥都城はいづらと問はゞこゝと答へよ」。1月4日死去。墓所は青波村江東庵（彦根市芹川町江東寺か）。跡は婿養子の大菅南坡が継いだ。

## 主な著作
- 『国歌八論斥非』 - 宝暦11年（1761年）3月成立。荷田在満『国歌八論』を批評する。本居宣長『国歌八論斥非評』、藤原維斎『国歌八論斥非再評』、宣長『国歌八論斥非再評ノ評』などが続き、論争が巻き起こった。
- 『百人一首批釈』 - 『小倉百人一首』批評注釈。
- 『雅筵随筆』

## 門下
- 小原君雄
- 村田泰足
- 田中道麿